# Tiktaalik
Tiktaalik byl rod pozdně devonské svaloploutvé ryby, žijící v době před asi 380 miliony let. Struktura jejích předních ploutví naznačuje, že se mohla pohybovat na souši, bývá proto pokládána za spojovací článek mezi rybami a tetrapody. Někdy se s nadsázkou hovoří o rybě, která umí dělat kliky. Má mnohem blíže k tetrapodům (nemá ale ještě prsty), než k jakékoli rybě včetně latimérie a bahníka. Patří do skupiny zvané Tetrapodomorpha, spolu se svými příbuznými jako např. Eusthenopteron a stejně jako obojživelníci, plazi, ptáci a savci.

## Anatomie a paleoekologie
Na rozdíl od jakékoliv dnešní ryby dokázal otáčet hlavou bez ohledu na trup. Tiktaalik postrádal hřbetní ploutev, tukovou ploutvičku, postrádal také břišní ploutev. Měl malou ocasní ploutev, prsní ploutev a řitní ploutev. Měl poměrně silné ploutve, kterými se zřejmě dokázal pohybovat i po souši, ale jen krátce. To se mu mohlo hodit, když musel přejít z vysychajícího jezírka do jiného, nebo když zaútočila nějaká dravá ryba. Tiktaalik dorůstal délky od 1 do 3 metrů, tělo měl kryté tuhými šupinami. Byl to dravec s plochou hlavou a ostrými zuby. Žil v mělkých pobřežních vodách, na pevninu se patrně uchyloval pouze před útoky větších ryb. Dýchal plícemi i žábrami.
Otázkou je také zpracování potravy lebkou tohoto primitivního tetrapoda. Podle novějších výzkumů byl pravděpodobně na pomezí sátí detritu z vody a jakéhosi jednoduchého kousání.

## Objev

Schéma přechodu od ryb k obojživelníkům

Pozůstatky tohoto živočicha byly objeveny v létě 2004 na Ellesmerově ostrově v říčních usazeninách z doby před 380 miliony let (tehdy se Kanadské arktické souostroví nacházelo v blízkosti rovníku). Dostal jméno Tiktaalik, což v jazyce místních Inuitů znamená cosi jako velká říční ryba, u nás název odpovídá mníkovi. Formálně byl typový druh T. roseae popsán roku 2006.

## V populární kultuře
Tiktaalik je tak unikátní, že se objevuje v množství knih a dokumentů, které byly psány či natáčeny po jeho objevu. Objevuje se například v dokumentu Triumf obratlovců od Davida Attenborougha, konkrétně v prvním díle s názvem „Z moří do oblak“, kde je vyobrazen podle pravděpodobné teorie jako predátor mělčin a tvor schopný se pohybovat i po souši. Nalezneme jej také v  „Armageddonu zvířecí říše“, kde je vyobrazen jako tvor žijící o 15 milionů let později, než ve skutečnosti žil. Je také v množství knih, např. v knize jednoho z objevitelů Neila Shubina Ryba v nás a v jeho stejnojmenném třídílném videodokumentu.
V písni Endless Forms Most Beautiful stejnojmenného alba finské symfonic metalové skupiny Nightwish je tiktaalik také zmíněn. Celé album je inspirováno vývojem druhů.